# Águas continentais
As águas que correm ou se acumulam na superfície da Terra, representada pelos rios (fluviais), lagos (lacustres) e geleiras (glaciares), recebem a denominação de águas continentais.
Um exemplo da importância dos rios na organização do espaço é encontrado na região Norte do Brasil. O rio Amazonas é o grande eixo de ligação da região, pois sobre suas extensas águas navegam embarcações que transportam pessoas e produtos, e, em suas margens, concentra-se boa parte da população dos estados do Pará e do Amazonas.

## Importância das águas fluviais
Os rios contêm uma grande quantidade de espécies animais e vegetais, diversos organismos vivos. Eles desempenham um papel fundamental no equilíbrio dos ecossistemas, como fontes de água e nutrientes, e no próprio ciclo da água. Do ponto de vista socioeconômico, as águas dos rios são importantes porque:
- Possibilitam atividades de lazer;
- Permitem o transporte de mercadorias a um preço mais baixo em relação aos demais meios de transporte de cargas;
- Quando apresentam desníveis (quedas d'água e cachoeiras), permitem a geração de energia elétrica, por meio da construção de barragens e da instalação de usinas;
- Após receberem tratamento, podem abastecer a população;
- Podem ser utilizadas para irrigar as plantações;
- Delas pode-se obter o peixe, que serve de alimento;
- Dependendo de suas características e da configuração do relevo, tornam possível a prática da atividade agrícola nas áreas próximas às suas margens.

## As Partes de um Rio
O caminho percorrido por um rio desde a nascente até a foz ou desembocadura constitui o seu curso. O canal que ele escava e por onde corre chama-se leito.
A quantidade de água despejada por um rio em outro rio ou no oceano (avaliada em metros cúbicos por segundo) é conhecida pelo nome de débito, descarga ou vazão. A vazão de um rio não é a mesma durante todo o ano, podendo variar em função das fontes que o alimentam: quantidades de chuvas e derretimento das geleiras ou da neve.
Os dois rios que apresentam a maior vazão do mundo são o rio Amazonas, no Brasil, e o rio Congo, na África.
Os rios que possuem água permanentemente são chamados perenes. Os que chegam a secar nos períodos sem chuva, como alguns do Nordeste brasileiro, são chamados temporários ou sazonais.

## Transporte fluvial e Energia elétrica
Desde tempos remotos, os rios constituem importantes vias naturais de transporte.
No entanto, para o aproveitamento dessa via, algumas dificuldades precisam ser superadas:
- A descontinuidade no curso dos rios, tais como quedas, corredeiras e cachoeiras;
- O aumento ou a diminuição periódica do volume de água;
- A profundidade dos rios, que nem sempre permite a navegação de grandes embarcações.

No Brasil, apesar do papel importante que os rios desempenharam no passado, permitindo, entre outras coisas, a penetração no território e a ocupação das regiões mais interiores, a navegação fluvial tem atualmente uma posição muito modesta em termos de volume de carga e de passageiros transportados.
Pode-se justificar isso, de certa forma, pelo predomínio dos rios com quedas d'água, que dificultam e, em alguns casos, até impossibilitam a navegação. Mas o principal motivo está no fato de ser de se ter priorizado o transporte de carga por rodovias, o que favoreceu a indústrias automobilísticas estrangeiras produtoras de caminhões.
Para superar esse problema, estão sendo realizadas obras que ampliarão a navegação em diversos rios, como o Tietê e o Paraná. Os trechos em rios e lagos efetivamente usados para transportes são chamados de hidrovias.
No Brasil, três portos fluviais se destacam: o de Manaus (com seu cais flutuantes para se adequar às enchentes do rio Negro), o de Porto Alegre (no rio Guaíba) e o de Corumbá (no rio Paraguai).

## Bacias Hidrográficas
Uma bacia hidrográfica corresponde à área banhada por um rio principal e sua rede de afluentes.
A maior bacia hidrográfica da Terra, em extensão, é a do rio Amazonas, situada no norte do Brasil. A segunda, também sul-americana e pertencente em parte ao Brasil, é a Platina, e a terceira é a dos rio Mississípi e rio Missouri, situada na porção central do território dos Estados Unidos.
Águas continentais dependem do continente.